# Премия журнала Empire (2011)
16-я церемония награждения кинопремии «Империя» за заслуги в области кинематографа за 2010 год. Была проведена 27 марта 2011 года в Лондоне.

## Победители и номинанты
Ниже представлен полный список победителей и номинантов премии. Победители выделены 'жирным шрифтом'

### Лучший фильм
Начало
- Пипец
- Скотт Пилигрим против всех
- Социальная сеть
- Король говорит!

### Лучший британский фильм
Пипец
- 127 часов
- Четыре льва
- Монстры
- Король говорит!

### Лучшая комедия
Четыре льва
- Мальчишник в Вегасе
- Безумный спецназ
- Серьёзный человек
- Мне бы в небо

### Лучший фильм ужасов
Последнее изгнание дьявола
- Кошмар на улице Вязов
- Впусти меня. Сага
- Паранормальное явление 2
- Безумцы

### Лучший фантастический фильм
Гарри Поттер и Дары Смерти: часть 1
- Алиса в стране чудес
- Начало
- Пипец
- Скотт Пилигрим против всех

### Лучший триллер
Девушка с татуировкой дракона
- 127 часов
- Чёрный лебедь
- Остров проклятых
- Город воров

### Лучший актёр
Колин Фёрт — Король говорит!
- Джеймс Франко — 127 часов
- Аарон Джонсон — Пипец
- Джесси Айзенберг — Социальная сеть
- Леонардо Ди Каприо — Начало

### Лучшая актриса
Нооми Рапас — Девушка с татуировкой дракона
- Эмма Уотсон — Гарри Поттер и Дары Смерти: часть 1
- Кира Найтли — Чёрный лебедь
- Оливия Уильямс — Призрак
- Хелена Бонэм Картер — Король говорит!

### Лучший режиссёр
Эдгар Райт — Скотт Пилигрим против всех
- Кристофер Нолан — Начало
- Дэвид Финчер — Социальная сеть
- Мэттью Вон — Пипец
- Том Хупер — Король говорит!

### Лучший дебют
Хлоя Морец — Пипец и Впусти меня. Сага
- Гарет Эдвардс — Монстры
- Джейден Смит — Каратэ-пацан
- Дженнифер Лоуренс — Зимняя кость
- Миа Васиковска — Алиса в стране чудес

### Снять за 60 секунд
'127 часов — Мив Стам (Нидерланды)'
- Аватар — Валентна Курочкина (Россия)
- Индиана Джонс: В поисках утраченного ковчега — Самуэль Хэригенс (Швеция)
- Изгоняющий дьявола — Ли Хардкасл (Великобритания)
- Король Лев — Майкл Вайт(Великобритания)

### Герой премии «Империя»
Кира Найтли

### Вдохновение премии «Империя»
Эдгар Райт

### Легенда премии «Империя»
Гари Олдман